# Mucuna macrophylla
Mucuna macrophylla là một loài thực vật có hoa trong họ Đậu. Loài này được Miq. miêu tả khoa học đầu tiên.